# コクミン
株式会社コクミン（英: Kokumin Co.,Ltd.）は、大阪府大阪市住之江区に本社を置くドラッグストアチェーンストアを運営する企業。イオングループ傘下であるウエルシアホールディングスの子会社。日本チェーンドラッグストア協会正会員。

## 概要
1935年創業。比較的古くからあるドラッグストアであり、かつては日本一の売上げを誇っていた。
ココカラファインヘルスケア、ドラッグイレブンなどとともに、WINグループを形成してきたが、2022年6月にウエルシアホールディングスとの資本業務提携締結に伴って同社の子会社となり、ウエルシアグループの一員となった。
ハピコムは非加盟だが、2022年9月からポイントサービスをTポイント（現:Vポイント）へ移行し、ウエルシアグループ共通のポイント催事（毎週月曜のポイント2倍デー、毎月15日・16日のシニアズデー、毎月20日のお客様感謝デー）が新たにスタート。2023年からはイオングループの共通ポイントサービスであるWAON POINTも取り扱うようになり、Vポイントとダブルポイント付与（二重取り）にも対応したが、2024年5月以降は他のウエルシアグループ企業同様にWAON POINT中心のポイントサービスへ移行された。

## 沿革
- 1935年（昭和10年）4月 - 大阪市住之江区に創業者・絹巻薫が「粉浜コクミン薬局」を開設。
- 1949年（昭和24年）6月 - 株式会社コクミン薬局を設立。
- 1952年（昭和27年）10月 - 第2号店として京都駅店をオープン。
- 1957年（昭和32年）12月 -ドラッグストアとして日本で初めて地下街（現・NAMBAなんなん）に出店。
- 1961年（昭和36年）8月 - 株式会社コクミンに社名変更。
- 1962年（昭和37年）12月 - 関東1号店として蒲田店をオープン。
- 1963年（昭和38年）12月 - 九州1号店として博多駅名店街店（現・マイング店）をオープン。
- 1969年（昭和44年）12月 - 業容拡大に伴い、大阪市住之江区に本社新社屋を建設。
- 1971年（昭和46年）11月 - 北海道1号店として札幌地下店をオープン。
- 1972年（昭和47年）3月 - 業界に先駆け、POSシステムを導入。
- 1973年（昭和48年）4月 - 東京支社（現・東京事務所）を開設。
- 1983年（昭和58年）7月 - 九州支社（現・九州事務所）を開設。
- 1985年（昭和60年）4月 - 創業50周年を迎える。
- 1986年（昭和61年）3月 - 北海道支社（現・北海道事務所）を開設。
- 1991年（平成3年）8月 - 郊外型ドラッグストアの1号店として姫路店をオープン。
- 2003年（平成15年）4月 - WINグループ結成に参加。
- 2005年（平成17年）
  - 9月 - 調剤事業を展開する株式会社メディシーナを吸収合併。
  - 10月 - コクミンポイントアップカードをリニューアル
- 2009年（平成21年）
  - 5月 - 物流業務効率化のため、関西物流センターを開設。
  - 7月 - 関東物流センターを開設。成田国際空港への出店により国内主要5空港を網羅（成田国際空港、新千歳空港、羽田空港、関西国際空港、福岡空港）。
- 2011年（平成23年）
  - 4月 - 調剤の年間売上高が100億円を突破。
  - 8月 - 介護施設への処方薬の宅配を開始。
- 2013年（平成25年）
  - 3月 - ビューティ新業態店舗「KOCOLO GARDEN」をオープン。
  - 11月 - ファミリーマートとの包括提携契約を締結。
- 2014年（平成26年）6月 - コンビニドラッグ「FM小岩駅前店」をオープン。
- 2015年（平成27年）4月 - 創業80周年を迎える。コクミン心斎橋ビルグランドオープン。
- 2022年（令和4年）
  - 6月 - ウエルシアホールディングスと資本業務提携を締結。株式の取得に伴って同社の子会社となり、ウエルシアグループへ加入[2][5]。
  - 9月 - ポイントサービスをウエルシアグループの大半の企業で導入されているTポイント（現:Vポイント）へ移行。
    - 移行に伴い、同年4月21日をもって店頭でのコクミンポイントアップカードの新規入会申込、同年8月31日をもってポイントカードへのポイント付与、同年12月31日をもってポイントの利用と発行済みのお買物値引券を順次終了[6]。

## 展開店舗
192店舗（2016年4月末）
- 現存する店舗
  - コクミン（KoKuMiN、コクミン、コクミンドラッグ） - 都市・繁華街型やコンビニ型
  - コクミン薬局 - 調剤型
  - シルク - 郊外型
  - シティドラッグ
  - AIRPORT+DRUG
  - Keypoint Drug
  - Keiyo Drug
  - Plug in Drug

- かつて存在した店舗
  - KOCOLO GARDEN - ビューティ特化型
  - フレンチ

## 不祥事
2020年1月頃から新型コロナウイルスによる影響で全国各地でマスクの品薄が続く最中、一部の店舗が通常500円程度で販売しているマスクを最大で9000円程の強壮剤や化粧品などとセットで「抱き合わせ」販売していたことを週刊文春に報じられ、2月19日に事実を認めて謝罪した。週刊文春は中国人客に抱き合わせで販売したと報じたが、コクミンドラッグはハフポストの取材に「国籍に関わらず、（日本人客を含む）全ての客に対してセット販売を行っており、特定の客に対して差別をした上で、この販売方法をとった訳ではない」と一部否定している。公正取引委員会は、私的独占の禁止及び公正取引の確保に関する法律（独占禁止法）19条が禁じる不公正取引に抵触の可能性があるとして、マスクと他の商品を「抱き合わせ」販売しない旨を日本チェーンドラッグストア協会に要請した。

## 売上高
- 2015年4月期 533億円
- 2016年4月期 612億円
- 2017年4月期 622億円